# Impious
Impious er et svensk death metal-band. Deres musik er indspillet af det tyske pladeselskab Metal Blade Records.

## Diskografi
- 1995 – Infernal Predomination (Demo)
- 1995 – Let There Be Darkness (Demo)
- 1996 – The Suffering
- 1998 – Evilized
- 2000 – Terror Succeeds
- 2002 – The Killer
- 2002 – The Deathsquad EP
- 2004 – Hellucinate
- 2004 – Born To Suffer
- 2007 – Holy Murder Masquerade
- 2009 – Death Domination